# كينان سميث
كينان سميث (بالإنجليزية: Keenan Smith)‏ هو صحفي أمريكي، ولد في 31 أكتوبر 1972 في فيلادلفيا في الولايات المتحدة.